# Komm, du süße Todesstunde
Komm, du süße Todesstunde, BWV 161, ist eine Kantate von Johann Sebastian Bach.
Sie wurde in Weimar vermutlich für den 6. Oktober 1715 (16. Sonntag nach Trinitatis) sowie für Mariä Lichtmess komponiert. Eine erneute Aufführung fand vermutlich am 16. September 1725 in Leipzig statt.
Der Text wurde von Salomon Franck (Sätze 1–5) und Christoph Knoll verfasst (6. Satz = 4. Strophe des Liedes Herzlich tut mich verlangen).
Das Choralthema basiert auf einer Melodie, die ursprünglich von Hans Leo Haßler komponiert wurde als weltliches Liebeslied Mein G’müt ist mir verwirret, gedruckt im Jahre 1601. Das Lied O Haupt voll Blut und Wunden verwendet dieselbe Melodie. Es ist auch eine von mehreren Melodien, auf die der Text Befiehl du deine Wege von Paul Gerhardt gesungen wird (vgl. Matthäus-Passion, Choral Nr. 53).
Die Schlusstakte des Altrezitativs Der Schluß ist schon gemacht ("so schlage doch") nehmen die Tenorarie Ach, schlage doch bald, selge Stunde aus BWV 95, Christus, der ist mein Leben, die Bach erst 1723 in Leipzig komponierte, vorweg.

## Struktur
Besetzung: zwei Blockflöten, zwei Violinen, Viola, Orgel, Basso continuo sowie zwei Solisten (Alt, Tenor) und vierstimmiger Chor.
Die Kantate besteht aus 6 Sätzen:
1. „Komm, du süße Todesstunde“, Arie für Alt
2. „Welt, deine Lust ist Last“, Rezitativ für Tenor
3. „Mein Verlangen ist, den Heiland zu umfangen“, Arie für Tenor
4. „Der Schluß ist schon gemacht“, Rezitativ für Alt
5. „Wenn es meines Gottes Wille“, Chor
6. „Der Leib zwar in der Erden“, Choral